# Kasseler Schule der Plakatkunst, Buch- und Zeitschriftengrafik
Die Kasseler Schule der Plakatkunst, Buch- und Zeitschriftengrafik (auch Kasseler Plakatkunst Schule) ist ein Künstlerkollektiv aus Grafikdesignern an der Kunsthochschule Kassel, deren künstlerischer Schwerpunkt in der Gestaltung von Plakaten und im Illustrieren von Buch- und Zeitschriften liegt. Das Kollektiv stellt konkrete Plakatkunst sowie Buch- und Zeitschriftengrafik her. Die Kasseler Plakatkunst Schule gehört zu den Klassikern des internationalen Grafikdesigns.

## Geschichte
An der Kasseler Kunsthochschule waren seit der Nachkriegszeit im Bereich Grafikdesign Professoren und Studierende tätig, die ungewöhnliche Lösungen für komplexe grafische Probleme fanden. Die Schule wurde 1948 unter Federführung von Hans Leistikow gegründet, der zuvor am Projekt Neues Frankfurt tätig war.
An der Kunstakademie in Kassel arbeitete Leistikow künstlerisch mit Hans Hillmann, Gunter Rambow und Jan Lenica zusammen, die schon für ihre Plakatkunst, Buchgrafiken und Zeitschriftenillustrationen bekannt waren.

## Kunststil
Der Stil dieser Schule wird sowohl mit „Sachlichkeit“ und „Klarheit“ beschrieben als auch mit „lapidarer Strenge“ und „Hintersinn“. Die in der „Kasseler Plakatkunst Schule“ aktive Künstlergeneration löste sich bewusst vom Klima der Adenauer-Ära der fünfziger Jahre und entwickelte eine eigenständige Bildsprache.
Die Kasseler Plakatkunst Schule macht spannende Einblicke in die Kulturgeschichte der Bundesrepublik nach 1945, vom Kalten Krieg über die Atomkraftdiskussion bis zur Studentenrevolte, von der Entnazifizierung, Frankfurter Hausbesetzerszene, bis zum Aufstieg der Grünen. Die Plakate bringen nicht nur komplexe Sachverhalte grafisch auf den Punkt, sondern fangen mit Witz und Phantasie Zeitgeschichte ein.
Die Kasseler Plakatkunst Schule schuf die documenta-Designs für die Weltkunstausstellungen aller documenta Ausstellungen.

## Vertreter
Zu den Vertretern der Kasseler Plakatkunst Schule zählen
- Karl Oskar Blase
- Frieder Grindler
- Hans Hillmann
- Gunter Rambow
- Jan Lenica
- Hans Leistikow
- Helmut Schmidt Rhen
- Ott und Stein
- Christian Chruxin
- Wolfgang Schmidt

## Ausstellungen
- 1979: Experimental Graphic Design -Plakate der Kasseler Schule, Kunstverein Frankfurt a. M., Frankfurt
- 1994: Plakatkunst von Toulouse-Lautrec bis Benetton, MKG, Hamburg
- 1996: Internationale Plakat-Biennale, Warschau
- 2000: Die Poesie des Konkreten – Plakate und Graphik der Kasseler Schule, 22. September bis 5. November 2000, Berlin
- 2000: Design 4:3. 50 Jahre italienisches und deutsches Design, Kunst- und Ausstellungshalle der Bundesrepublik Deutschland, Bonn
- 2016/2017: Back to Kassel, Neue Galerie, Kassel